# يان دو روي
يان دو روي (بالهولندية: Jan de Rooij)‏ (26 يناير 1932 – 18 مايو 2008) هو ملاكم هولندي راحل، مثّل بلاده في الألعاب الأولمبية الصيفية في دورتي 1960 و1964.

## روابط خارجية
يان دو روي على موقع أوليمبيديا (الإنجليزية)